# Achille Paroche
Nicolas Achille Paroche (* 1. März 1868 in Sery; † 27. Mai 1933 in Signy-l’Abbaye) war ein französischer Sportschütze.

## Erfolge
Achille Paroche nahm an den Olympischen Spielen 1900 in Paris und 1920 in Antwerpen teil. Bei den Spielen im Jahr 1900 sicherte er sich fünf Medaillen und wurde dabei einmal Olympiasieger: im liegenden Anschlag mit dem Armeegewehr gewann er vor Anders Peter Nielsen und Ole Østmo die Goldmedaille. Im Dreistellungskampf erreichte er mit Auguste Cavadini, Léon Moreaux, Maurice Lecoq und René Thomas den dritten Rang. Daneben trat Paroche auch in Pistolen-Disziplinen an und gewann sowohl mit der Freien Pistole sowohl im Einzel hinter Karl Conrad Röderer und vor Konrad Stäheli die Silbermedaille als auch mit der Mannschaft hinter der Schweiz und vor der niederländischen Mannschaft. Neben Paroche gehörten zur Pistolen-Mannschaft Maurice Lecoq, Léon Moreaux, Louis Dutfoy und Jules Trinité. 1920 sicherte sich Paroche bei Teilnahmen in zehn Disziplinen eine Medaille. Im Mannschaftswettbewerb mit dem Armeegewehr im liegenden Anschlag belegte er mit Léon Johnson, André Parmentier, Georges Roes und Émile Rumeau hinter den US-Amerikanern den zweiten Platz.
Bei Weltmeisterschaften gewann Paroche insgesamt 31 Medaillen, davon drei mit der Pistole. Sechsmal wurde er Weltmeister: 1898 in Turin mit dem Freien Gewehr im stehenden Anschlag sowie sowohl im Einzel als auch mit der Mannschaft im Dreistellungskampf. Im liegenden Anschlag mit dem Freien Gewehr war er 1900 in Paris – die Olympischen Spiele zählten gleichzeitig auch als Weltmeisterschaft –, 1910 in Loosduinen und 1913 in Camp Perry erfolgreich. 16 Mal gewann er Silber und neunmal Bronze.
Paroche war Hauptmann der französischen Armee.